# Cesena
Cesena (gesprochen /ʧeˈzεna/ mit Betonung auf der zweiten Silbe; in der Antike Caesena) ist eine Stadt in der italienischen Region Emilia-Romagna, südlich von Ravenna und nordwestlich von Rimini, am Fluss Savio mit 96.066 Einwohnern (Stand 31. Dezember 2023) und die zweitgrößte Stadt der Provinz Forlì-Cesena. Die Stadt liegt am Fuße des Apennin, rund 15 Kilometer entfernt von der Küste der Adria.
Cesena ist der Geburtsort der Päpste Pius VI. und Pius VII. Pius VIII. war Bischof des Bistums Cesena mit Sitz in der Stadt. Deshalb nennt sich Cesena die „Stadt der drei Päpste“.

## Geschichte

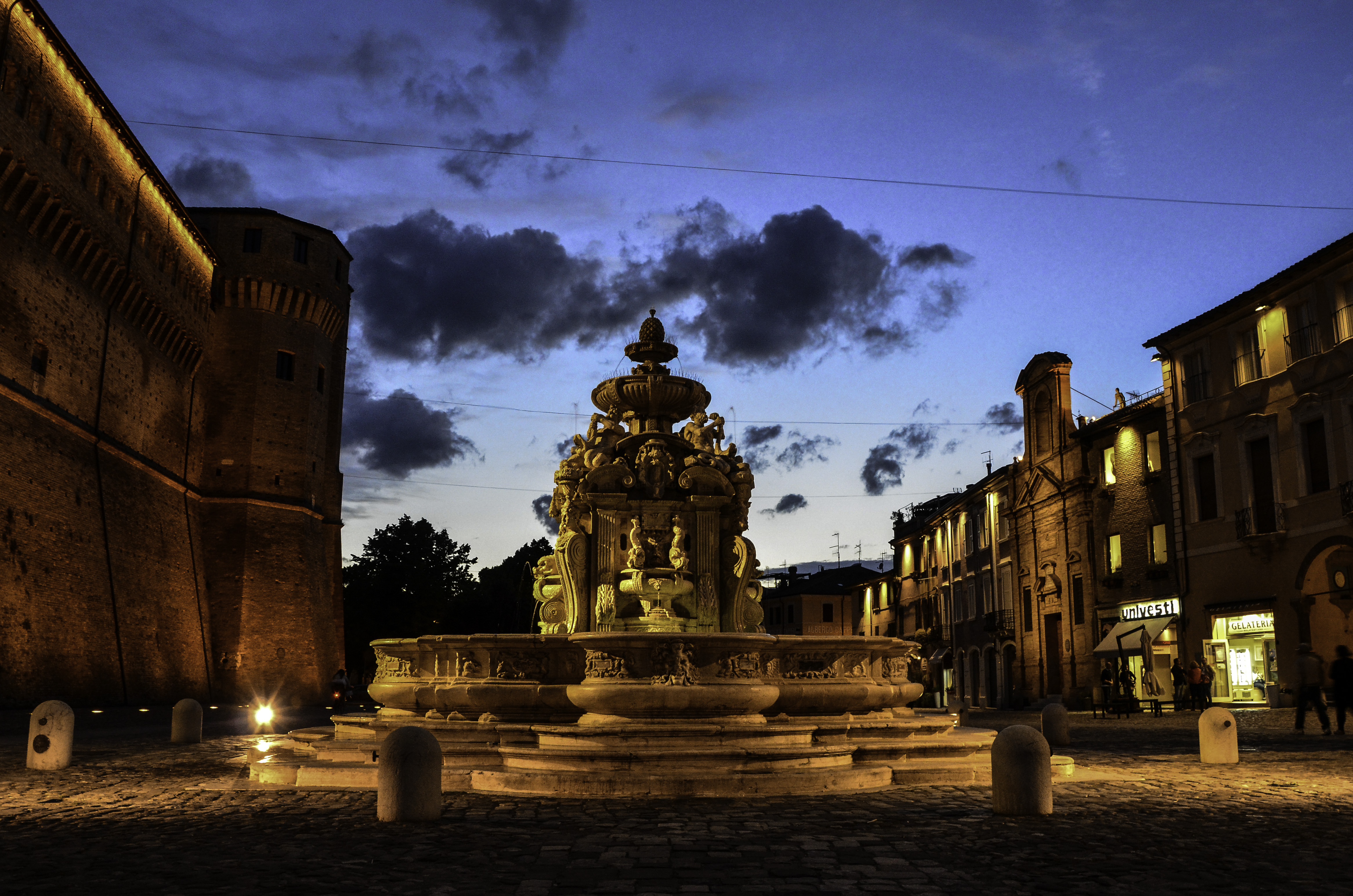
Piazza del Popolo

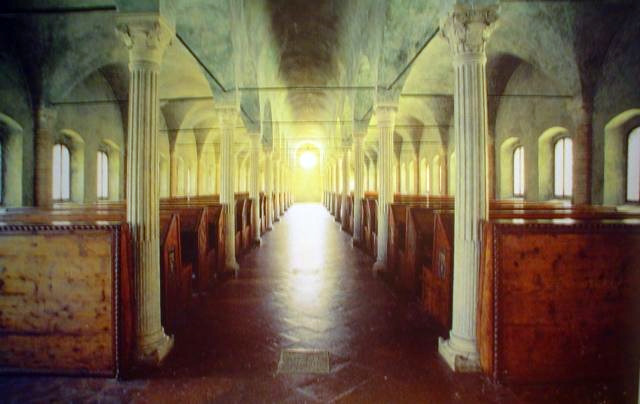
Biblioteca Malatestiana

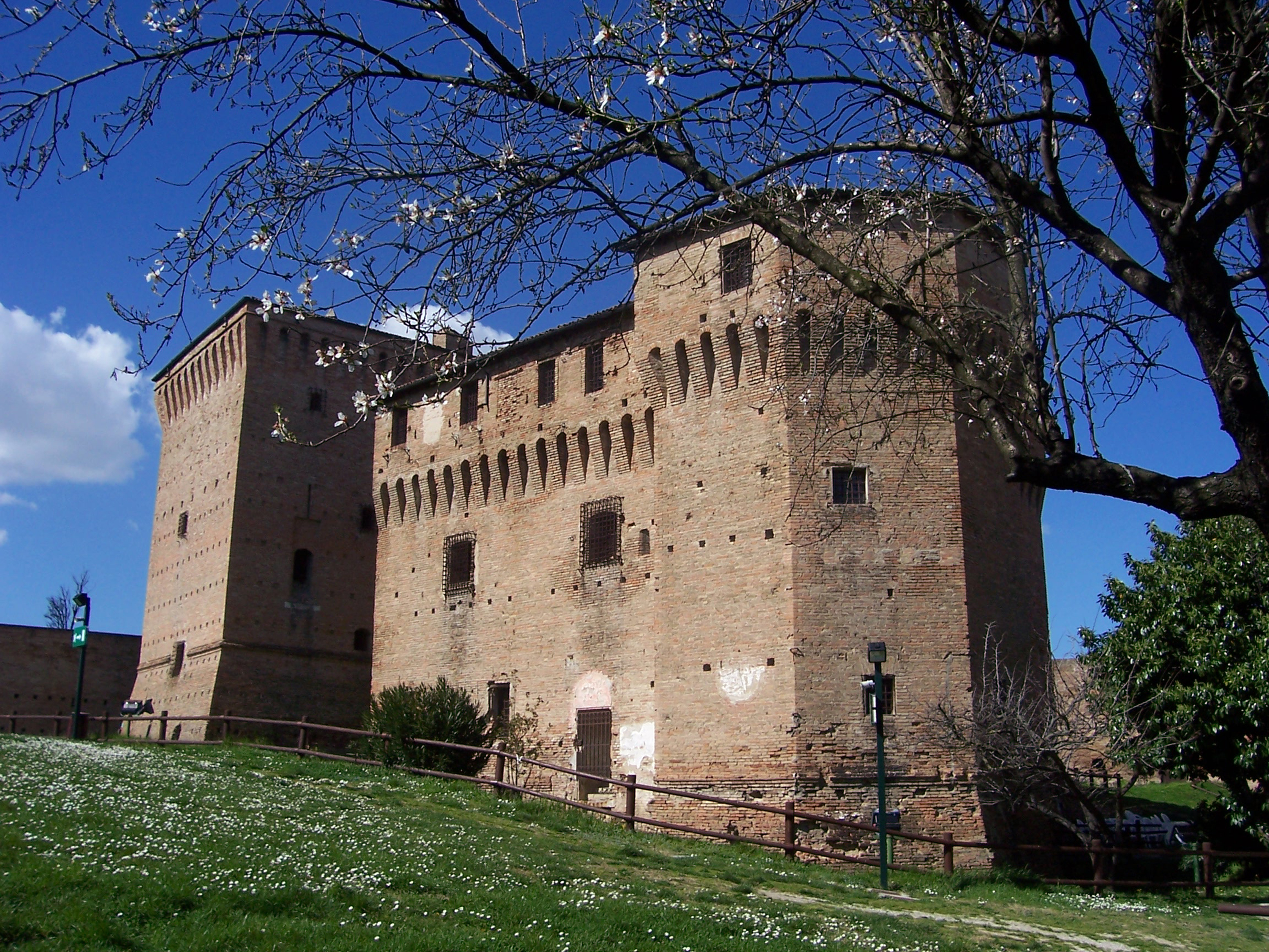
Rocca Malatestiana

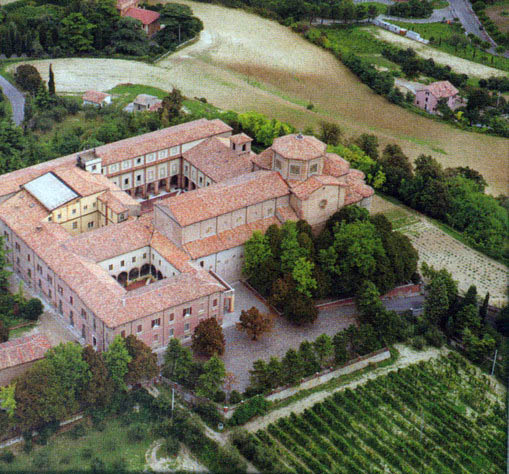
Abtei Santa Maria del Monte

Cesena war ursprünglich eine umbrische Stadt, fiel im 4. Jahrhundert v. Chr. in die Hand der Gallier und wurde im 3. Jahrhundert v. Chr. von den Römern übernommen. Erstmals wird es quellenmäßig im 1. Jahrhundert v. Chr. vom Redner Cicero genannt. Plinius der Ältere führt das an der Via Aemilia gelegene Cesena als Oppidum an und erwähnt die Weine der Stadt wegen ihrer Qualität. Im Übrigen wird es von römischen Autoren der Republiks- und Kaiserzeit nur selten erwähnt. Inschriften geben Auskunft über von Hadrian und Aurelian zugunsten Cesenas ergriffene Maßnahmen, Bäder und Kultzentren. Es war Municipium und wurde im späten 5. Jahrhundert von Odoaker besetzt, fiel aber 493 in die Hände Theoderichs. Erst im 6. Jahrhundert spielte es, insbesondere in den Gotenkriegen des Belisar und Narses, eine bedeutendere Rolle. Bischofssitz wurde Cesena wahrscheinlich erst in der Mitte des 6. Jahrhunderts, auch wenn das Bistum laut unzuverlässiger Überlieferung bereits im 1. Jahrhundert gegründet worden sein soll.
Ab der zweiten Hälfte des 6. Jahrhunderts gehörte Cesena zum Exarchat von Ravenna. 743 wurde es vom Langobardenkönig Liutprand  erobert. Nach den Feldzügen Pippins des Jüngeren fiel es 754 an den Papst. Berengar II. verwüstete die Stadt im Jahr 961. Gregor V. bestätigte 998 den Erzbischof Gerbert von Ravenna (später Papst Silvester II.) im Besitz von Cesena, das nun Bischofsstadt blieb. Von 1183 bis 1198 war es eine freie Kommune und danach lange ein Streitpunkt zwischen den Kaisern und den Päpsten. Francesco II. Ordelaffi, Herr von Forlì, erhielt Cesena als päpstliches Vikariat. Die heldenhafte Verteidigung der Stadt durch seine Gattin Cia Ordelaffi gegen die Belagerung durch päpstliche Truppen des Kardinals Albornoz 1357 war letztlich erfolglos. Die Stadt erhob sich 1377 erneut während des Kriegs der Acht Heiligen und wurde diesmal durch die bretonischen Truppen des englischstämmigen Condottiere John Hawkwood unter dem Kommando von Robert de Genève, Kardinal von Genf, dem späteren Gegenpapst Clemens VII., zurückerobert, der als päpstlicher Legat Gregors XI. die Ermordung Tausender Zivilisten befahl. Die Gräueltat vor dem Hintergrund der zeitgenössischen Regeln der Kriegsführung, die später mit der Bezeichnung „Blutbad von Cesena“ versehen wurde, begann am 3. Februar 1377 und währte drei Tage. Sie brachte ihm den Beinamen „Henker von Cesena“ ein.
Papst Urban VI. gab Cesena 1379 als Vikariat an Galeotto I. Malatesta. In der Folgezeit, von 1379 bis 1465, erholte sich die Stadt und blühte unter der Herrschaft der Malatesta auf, die die Burg über der Stadt, die Rocca Malatestiana, wiederaufbauten und den Dom errichteten. Die im Auftrag von Domenico Malatesta, genannt Malatesta Novello, von 1447 bis 1452 errichtete Biblioteca Malatestiana in der Nähe der Burg mit einer Reihe von wertvollen Manuskripten ist ein gutes Beispiel einer Renaissance-Bibliothek – im Übrigen die einzige Renaissance-Bibliothek, die bis heute komplett unverändert geblieben ist. Sie umfasst 300.000 Bücher, darunter 1753 handgeschriebene. Als Malatesta Novello 1465 starb, fiel Cesena wieder an den Kirchenstaat. Papst Alexander VI. gab es 1500 seinem Sohn Cesare Borgia, nach dessen Tod (1507) es erneut zum Kirchenstaat kam, aber nur noch eine Stadt zweitrangiger Bedeutung war.
Am 30. März 1815 schlug Murat die Österreicher bei Cesena. Während der Aufstände von 1831, 1832 und 1859 war die Stadt ein Hauptherd des Widerstandes gegen die kirchliche Herrschaft. Während des Zweiten Weltkriegs befand sich Cesena nahe der Gotenstellung und litt schwer unter Bombardements. 1992 wurde sie neben Forlì zur zweiten Hauptstadt der Provinz Forlì-Cesena erhoben.
Nach Hochwasserschäden mit Erdrutschen nach Unwettern ab Anfang Mai 2023 am 25. Mai von Ursula von der Leyen und Giorgia Meloni besucht worden.

## Zeitgenössische Kultur
Am 30. Juli 2015 versammelten sich 1000 Musiker im Park Parco Ippodromo, um den Song "Learn to Fly" der Gruppe Foo Fighters zu spielen. Sie wollten damit die Band überzeugen, ein Konzert in der Stadt zu geben. Dave Grohl, Sänger und Gitarrist der Band, antwortete in einer Videobotschaft, dass die Gruppe dort spielen werde. Das Versprechen wurde von der Band am 3. November 2015 eingelöst.

## Persönlichkeiten
- Michael von Cesena (1270–1342), Theologe
- Jacopo Mazzoni (1548–1598), Altphilologe, Literaturwissenschaftler und Philosoph
- Giovanni Burnacini (1610–1655), Theaterarchitekt und Bühnenbildner
- Ercole Francesco Dandini (1695–1747), Jurist
- Pius VI. (1717–1799), Papst von 1775 bis 1799
- Pius VII. (1742–1823), Papst von 1800 bis 1823
- Aurelio Roverella (1748–1812), Kardinal
- Romoaldo Braschi-Onesti (1753–1817), Kardinal
- Maurizio Bufalini (1787–1885), Mediziner und Begründer der analytischen Pathologie
- Marietta Alboni (1826–1894), Opernsängerin
- Alessandro Bonci (1870–1940), Tenor
- Arnold D’Altri (1904–1980), Schweizer Bildhauer, Plastiker, Maler und Kunstpädagoge
- Rino Albertarelli (1908–1974), Comiczeichner
- Mario Vicini (1913–1995), Radrennfahrer
- Dario Ambrosini (1918–1951), Motorradrennfahrer
- Gaby Sylvia (1920–1980), Schauspielerin
- Carlo Molari (1928–2022), Geistlicher, römisch-katholischer Theologe, Dogmatiker und Kirchenrechtler
- Azeglio Vicini (1933–2018), Fußballspieler und -trainer
- Claudio Moreschini (* 1938), Klassischer Philologe und Patristiker
- Carlo Domeniconi (* 1947), Gitarrist und Komponist
- Leonardo Lugaresi (* 1954), Patristiker
- Marcellino Lucchi (* 1957), Motorradrennfahrer
- Massimo Rocchi (* 1957), Komiker und Schauspieler
- Sandro Viroli (* 1957), italienisch-deutscher Journalist und Medienmanager
- Nicoletta Braschi (* 1960), Schauspielerin
- Romeo Castellucci (* 1960), Regisseur
- Sebastiano Rossi (* 1964), Fußballspieler
- Lorenzo Minotti (* 1967), Fußballspieler
- Marco Pantani (1970–2004), Radrennfahrer
- Luca Castagnoli (* 1975), Philosoph und Klassischer Philologe (Gräzist)
- Luca Celli (* 1979), Radsportler
- Matteo Signani (* 1979), Profiboxer und Europameister im Mittelgewicht
- Lorenzo Lanzi (* 1981), Motorradrennfahrer
- Margherita Magnani (* 1987), Mittelstreckenläuferin
- Federica Lombardi (* 1989), Opernsängerin
- Vasco Regini (* 1990), Fußballspieler
- Marco Caminati (* 1992), Beachvolleyballspieler
- Enrico Rossi (* 1993), Beachvolleyballspieler
- Mattia Zaccagni (* 1995), Fußballspieler
- Francesco Forti (* 1999), Tennisspieler
- Nicol Bertozzi (* 2000), Beachvolleyballspielerin
- Kevin Zannoni (* 2000), Motorradrennfahrer